# Excavació arqueològica

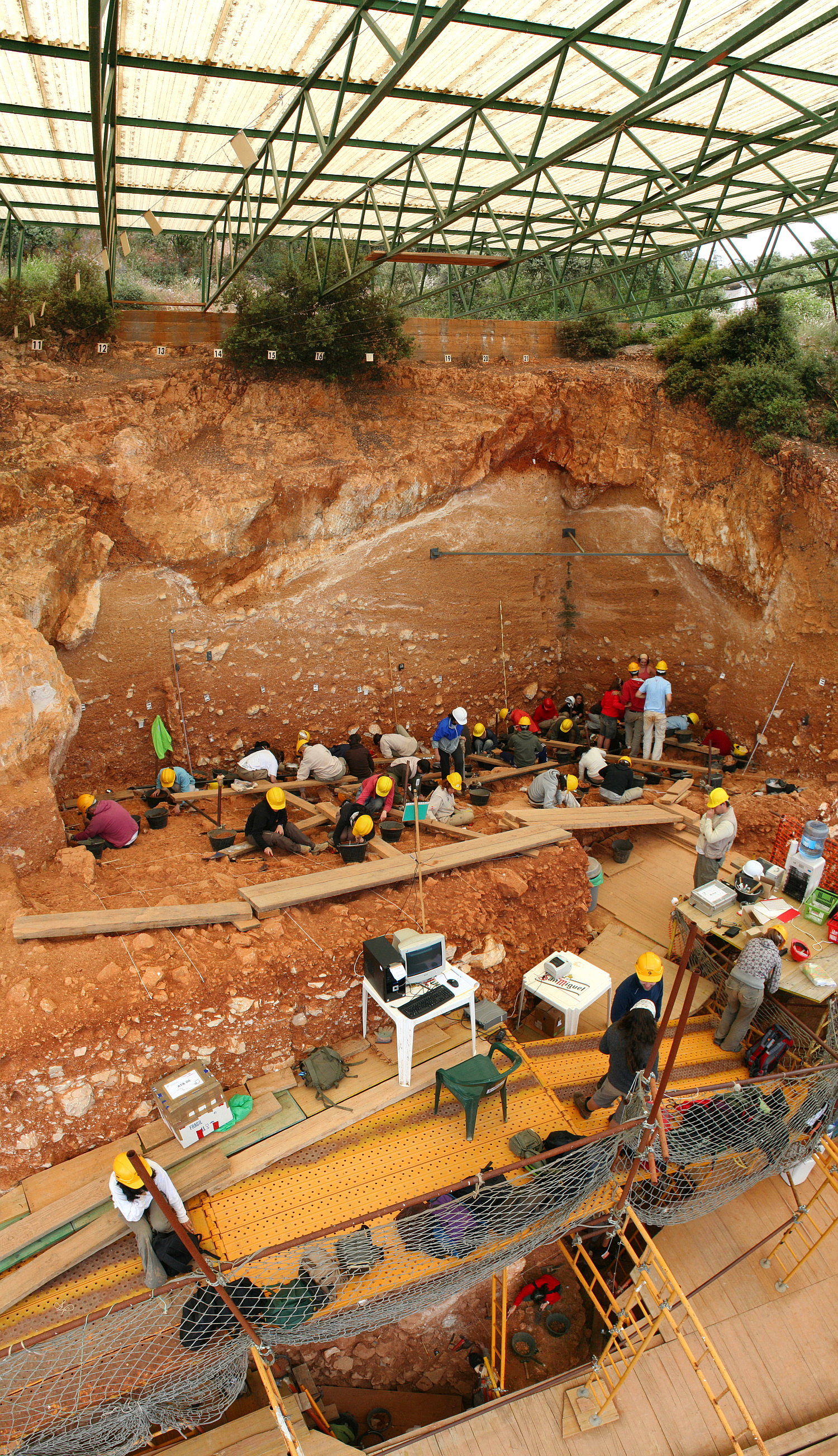
Excavació arqueològica del jaciment de la Gran Dolina, a Atapuerca (Burgos).

L'excavació arqueològica és un mètode arqueològic que permet recollir dades sobre un determinat jaciment arqueològic. Es tracta d'un mètode destructiu, ja que tot i recollir objectes, es perd l'estructura i la disposició durant aquest procés. Per tant, se sol recollir en un registre acurat en el moment de retirar els materials del jaciment. Tot allò que no es registri en el moment de l'excavació no prodà ser tornat a analitzar en un futur.

## Tipus
Hi ha dos tipus d'excavacions:
- D'urgència: aquestes són promogudes per la necessitat de recuperar informació d'un jaciment afectat per obres que comportaran la destrucció del registre arqueològic. Aquestes moltes vegades no necessita esperar a l'autorització de les autoritats.
- Programades: aquest tipus d'excavació es fa a partir de projectes, a diferència del mètode d'excavació d'urgència, aquest no està amenaçat per causes humanes però possiblement si per ambientals. Els projectes d'excavació programades poden ser a mitjà o a llarg termini.

S'excava per dues raons: per resoldre un problema històric formulat o per no perdre la informació d'un jaciment.